# Albi (Olaszország)
Albi község (comune) Olaszország Calabria régiójában, Catanzaro megyében.

## Fekvése
A Sila Nemzeti Park területén fekszik, a megye északkeleti részén. Határai: Fossato Serralta, Magisano, Pentone, Sellia, Taverna és Zagarise.

## Története
A település első említése a 15. századból származik, amikor a catanzarói majd crotonei márkik birtoka volt. A 19. század elején vált önálló községgé, amikor a Nápolyi Királyságban felszámolták a feudalizmust.

## Népessége
A népesség számának alakulása:

## Főbb látnivalói
- San Filippo e Giacomo-templom
- Santa Caterina-templom